# Dad's Day

Dad's Day  est un film américain de Leo McCarey, sorti en 1929.

## Synopsis
Un père d'âge moyen n'obtient aucun respect de sa famille ingrate à la maison et alors qu'il se rend à la plage pour la journée, le reste de sa famille décide d'y aller aussi. Ils amènent avec eux le petit ami désagréable de la fille. Son petit ami s'amuse alors à tourmenter le père en lui changeant son maillot de bain et en lui volant ses vêtements dans les casiers publics. Cependant, le père de famille décide de lui rendre la monnaie de sa pièce et cela cause alors encore plus de problèmes.

## Fiche technique
- Titre : Dad's Day
- Réalisation : Leo McCarey
- Scénario : Leo McCarey
- Montage : Richard C. Currier
- Producteur : Hal Roach
- Société de production : Hal Roach Studios
- Société de distribution : Metro-Goldwyn-Mayer (MGM)
- Pays de production :  États-Unis
- Langue : Anglais
- Format : 1.33 : 1, 35mm, noir et blanc
- Durée : 20 minutes
- Date de sortie : 6 juillet 1929

## Distribution
- Edgar Kennedy : Dad
- Gertrude Messinger
- Eddie Dunn
- Ben Hall
- Irma Harrison
- Charlie Hall : Bather
- S.D. Wilcox : Flic